# Jean-Pierre Genet
Jean-Pierre Jinete (Brest, 24 de octubre de 1940-Loctudy, 15 de marzo de 2005) fue un ciclista francés, que fue profesional entre 1964 y 1976.
Durante su carrera deportiva destacan las tres etapas conseguidas al Tour de Francia en las 13 ediciones en qué tomó parte. Además, en la edición de 1968 llevó el maillot amarillo durante una etapa.

## Palmarés
- 1963
  - Vencedor de una etapa de la Cursa de la Paz
- 1965
  - 1r al Premio de Plélan-le-pequeño
- 1966
  - 1º en el Premio de Plémy
- 1967
  - 1º en el Circuito de la Vienne
- 1969
  - Vencedor de una etapa del Tour de Francia
- 1970
  - 1º en los Boucles de la Seine
  - 1º en el Premio de Ploudalmezeau
  - 1º en el Premio de Quimperlé
  - 1º en el Premio de Rostrenen
- 1971
  - Vencedor de una etapa del Tour de Francia
- 1972
  - 1º en el Premio de Bagneux
  - Vencedor de una etapa de la París-Niza
- 1973
  - 1º en el Premio de Excideuil
- 1974
  - 1º en el Premio de Caed en americana, con Patrick Sercu
  - Vencedor de una etapa del Tour de Francia
  - Vencedor de una etapa de los Cuatro días de Dunkerque
- 1975
  - Vencedor de una etapa del Tour de Indre-te-Loire

## Resultados al Tour de Francia
- 1964. 78.º de la clasificación general
- 1965. 75.º de la clasificación general
- 1966. Abandona (16.ª etapa)
- 1967. 88.º de la clasificación general
- 1968. 41..º de la clasificación general. Vencedor de una etapa. Lleva el maillot amarillo durante una etapa
- 1969. 68.º de la clasificación general
- 1970. 82.º de la clasificación general
- 1971. 26.º de la clasificación general. Vencedor de una etapa
- 1972. Abandona (5ª etapa)
- 1973. 46.º de la clasificación general
- 1974. 64.º de la clasificación general. Vencedor de una etapa
- 1975. Abandona (17.ª etapa)
- 1976. 43.º de la clasificación general

### Resultados a la Vuelta a España
- 1964. 20.º de la clasificación general
- 1971. 46.º de la clasificación general